# Leucanella lynx
Leucanella lynx är en fjärilsart som beskrevs av Eugène Louis Bouvier 1930. Leucanella lynx ingår i släktet Leucanella och familjen påfågelsspinnare. Inga underarter finns listade i Catalogue of Life.